# Zuzanna Falzmann
Zuzanna Falzmann (ur. 10 lutego 1978 w Warszawie) – polska dziennikarka telewizyjna, wieloletnia korespondentka w Stanach Zjednoczonych.

## Wykształcenie
Ukończyła studia na Wydziale Produkcji Filmowej PWSFTviT w Łodzi.
Studiowała też etykę i stosunki międzynarodowe na Uniwersytecie Harvarda, bezpieczeństwo narodowe na Uniwersytecie Georgetown w Waszyngtonie oraz zarządzanie konfliktem w Szkole Zaawansowanych Studiów Międzynarodowych na Uniwersytecie Johnsa Hopkinsa.

## Kariera zawodowa

### Z Polski i Wielkiej Brytanii
Pracę w telewizji zaczęła zaraz po maturze, jako asystentka ds. public affairs w TVN, później była kierownikiem produkcji kilku programów, m.in. programu Tomasza Sianeckiego. Następnie pracowała w TV4 (wcześniej Nasza TV), jako dziennikarka i wydawca odpowiedzialna za tematykę międzynarodową. Wydawała również programy: kulturalny „Sztukateria” i rozrywkowy „VIP”. W latach 2004–2006 prowadziła studio towarzyszące transmisji Formuły 1 oraz realizowany w Wielkiej Brytanii program „VIP London calling”.

### Ze Stanów Zjednoczonych
Od 1 lipca 2016 była stałą korespondentką Telewizji Polskiej w USA. Przed przejściem do telewizji publicznej na stanowisko korespondentki, przez osiem lat była szefem waszyngtońskiego biura telewizji Polsat i jej stałą korespondentką. W ramach obowiązków tworzyła materiały reporterskie dla „Wydarzeń”, głównego serwisu informacyjnego Polsatu, oraz dla kanału informacyjnego Polsat News.
Relacjonowała m.in. wybory prezydenckie w USA w 2008, 2012 i w 2016, inauguracje prezydenta Baracka Obamy w 2009 i 2013, szczyt NATO w Chicago w 2012, szczyty nuklearne w Waszyngtonie w 2010 i 2016, wizytę papieża Franciszka w USA i Kubie w 2015 czy coroczne sesje ONZ w Nowym Jorku.
Była specjalną wysłanniczką telewizji Polsat do Vancouver, skąd relacjonowała Zimowe Igrzyska Olimpijskie w 2010. Była pierwszą dziennikarką, której Lech Wałęsa udzielił wywiadu po ujawnieniu dokumentów z domu Czesława Kiszczaka związanych ze sprawą współpracy byłego prezydenta z SB.
15 maja 2019 dziennikarka poinformowała za pośrednictwem Twittera, że podjęła decyzję o powrocie do Polski. W lipcu tego samego roku obowiązki korespondenta TVP w Waszyngtonie przejęli Rafał Stańczyk i Joanna Pinkwart.

### Po powrocie do Polski
Od listopada 2019 była prowadzącą Panoramę w TVP2. Wystąpiła w spocie patriotycznym „Polska. Tu mi dobrze”. Następnie pełniła funkcję dyrektora wykonawczego ds. komunikacji korporacyjnej w PKN Orlen.

## Życie prywatne
Jest córką tłumaczki i publicystki Izabeli Brodackiej-Falzmann i byłego inspektora Najwyższej Izby Kontroli Michała Falzmanna. Ma czworo rodzeństwa: siostry Joannę, Annę, Marię i brata Patryka.